# Tajska Wikipedia
Tajska Wikipedia (วิกิพีเดียไทย) – edycja językowa Wikipedii prowadzona w języku tajskim.
Założona została 25 grudnia 2003 roku. 10 marca 2005 roku przekroczyła granicę 1000 artykułów, a 14 marca 2006 granicę 10000 artykułów. Na dzień 11 kwietnia 2007 roku liczyła 21 182 artykuły, przez co znajdowała się na 39. pozycji wśród wszystkich edycji językowych.